# The Bad Man (film, 1930)
Pour les articles homonymes, voir The Bad Man.
The Bad Man est un western américain réalisé par Clarence G. Badger et sorti en 1930. Il a été l'objet d'un remake en 1941 par Richard Thorpe, The Bad Man.

## Synopsis

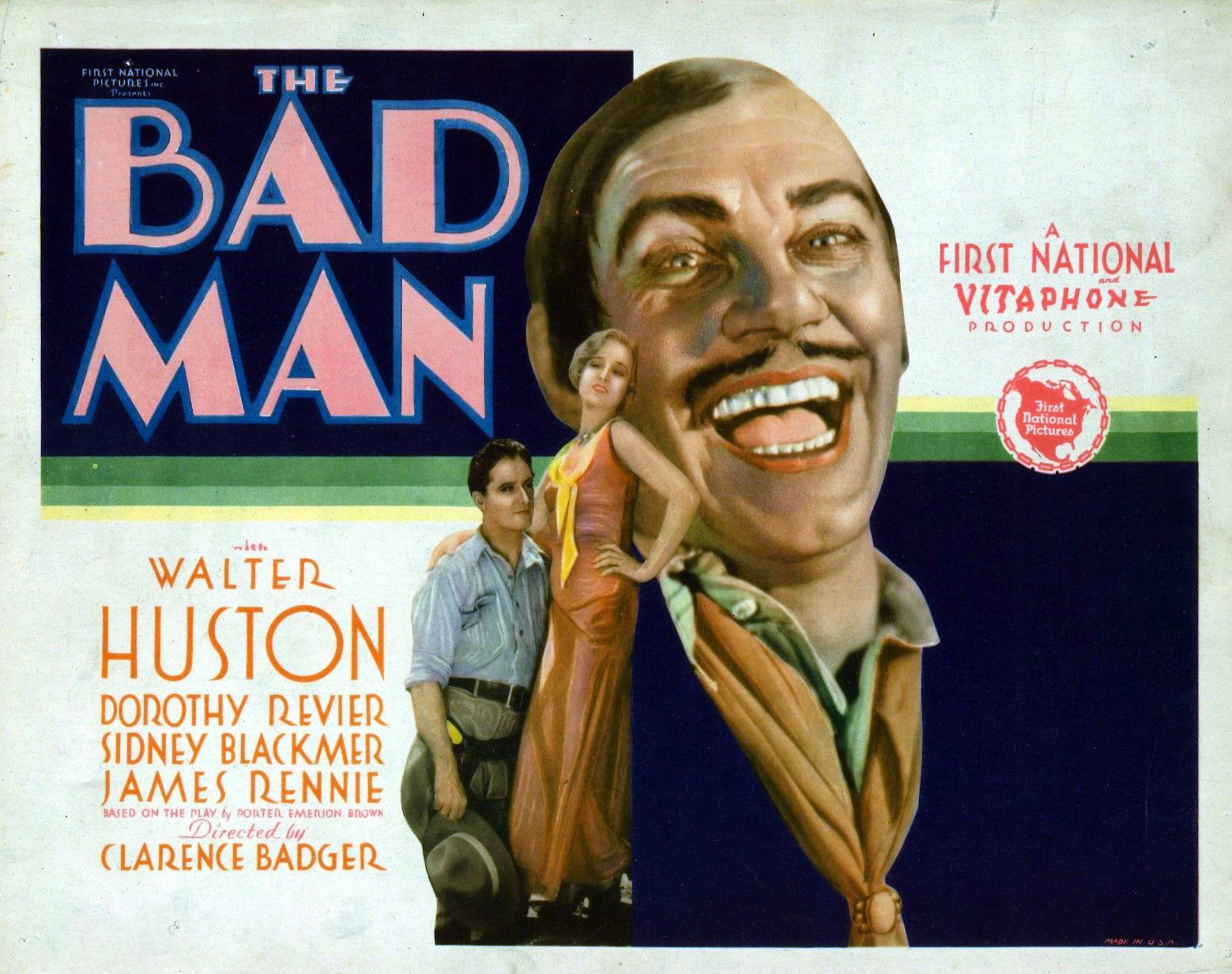
Affiche promotionnelle du film.

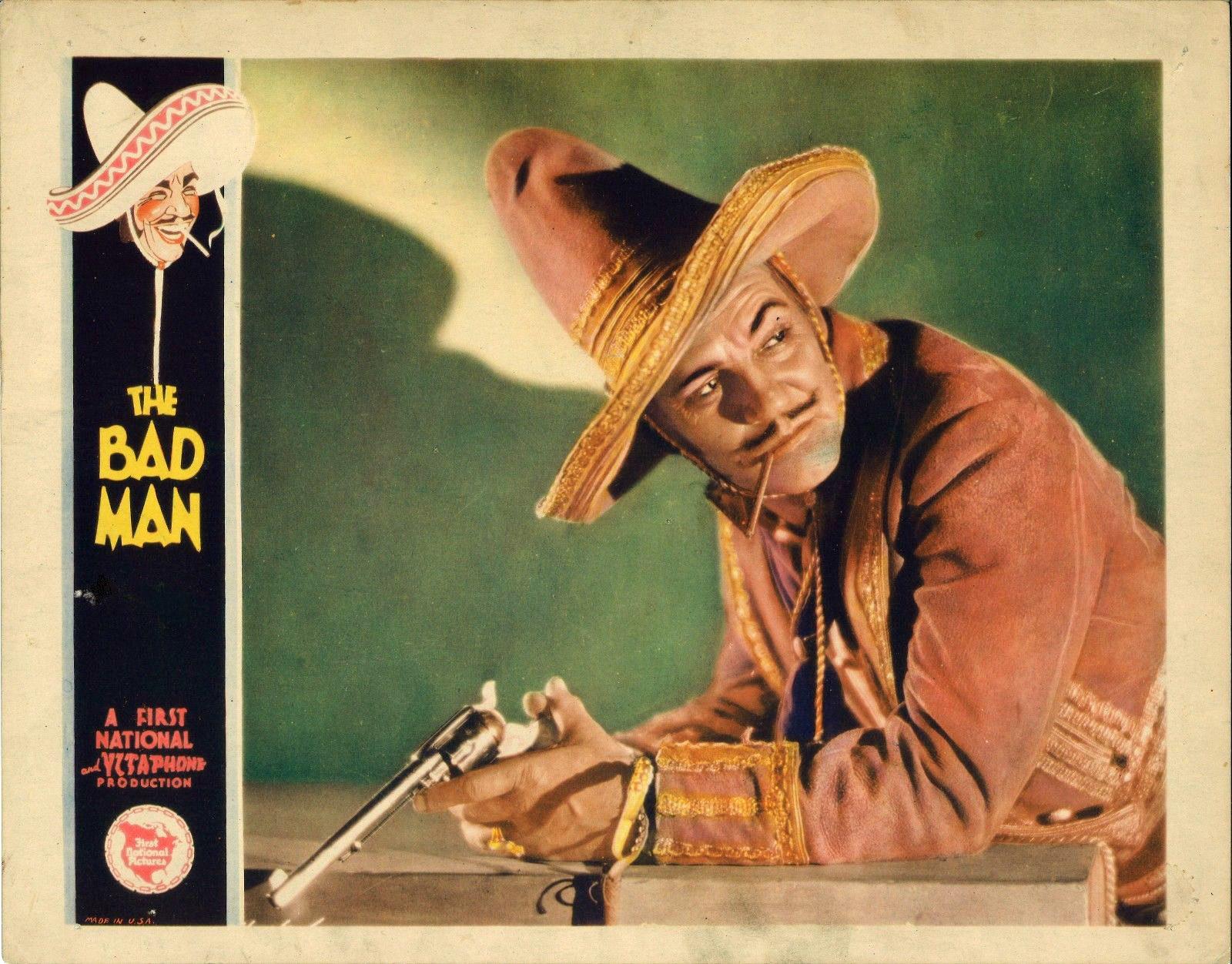
Affiche promotionnelle du film.

Un bandit mexicain prend un couple de riches américains en otage en vue d'obtenir une rançon. Il ne reste pas indifférent aux charmes de la jeune femme.

## Fiche technique
- Réalisation : Clarence G. Badger
- Scénario : Porter Emerson Browne
- Date de sortie : 13 septembre 1930
- Durée : 77 minutes
- Lieu de tournage : Californie, Désert des Mojaves
- Production : First National Pictures
- Procédé sonore : Vitaphone

## Distribution
- Walter Huston : Pancho Lopez
- Dorothy Revier : Ruth Pell
- James Rennie : Gilbert Jones
- O.P. Heggie : Henry Taylor
- Sidney Blackmer : Morgan Pell
- Marion Byron : Angela Hardy
- Guinn 'Big Boy' Williams : Red Giddings
- Arthur Stone : Pedro
- Edward Lynch : Bradley
- Harry Semels : Jose
- Erville Alderson : Hardy

## Autour du film
Une version française du film a été réalisée par John Daumery en 1930 : Lopez, le bandit.